# Trugmotten
Die Trugmotten (Eriocraniidae) sind eine Familie der Schmetterlinge (Lepidoptera). Sie kommen mit nur 26 Arten in sechs Gattungen in den gemäßigten Breiten der Holarktis vor. 

## Merkmale
Die Falter erreichen eine Flügelspannweite von 9 bis 15 Millimetern. Sie haben schmale Vorderflügel, die 2,6- bis 3,2-mal länger als breit sind. Sie sind entweder komplett oder überwiegend metallisch gefärbt, oder haben metallisch glänzende Muster. Die Grundfärbung ist meist violett-bronzefarben, golden oder bronze-golden. Die Hinterflügel sind elliptisch bis spitz zulaufend und sind in etwa gleich breit, wie die Vorderflügel. Die fadenförmigen Fühler sind kurz und erreichen etwa 40 bis 60 % der Vorderflügellänge. Sie haben neben den Facettenaugen auch Punktaugen (Ocelli). Ihre fünfgliedrigen Maxillarpalpen sind sehr gut, ihre drei- oder viergliedrigen Labialpalpen sind gut entwickelt. Auch ihr kurzer Saugrüssel ist voll entwickelt. Ihre Mandibeln sollen auch entwickelt und funktionsfähig sein, manche Autoren (Meyrick) bezweifeln dies aber. Einige Arten, die phylogenetisch am wenigsten entwickelt sind, haben aller Wahrscheinlichkeit nach Mandibeln, die aber funktionslos sind. Alle sechs Beine der Falter sind voll entwickelt und zum Laufen geeignet. An den Hintertibien sitzen vier, an den Mitteltibien ein, an den Vordetibien keine Sporne.
Die Vorderflügel haben 11 bis 15 Flügeladern mit einer bis drei Analadern. Da die Analadern aber schwierig zu determinieren sind, divergieren auch hier die verschiedenen Autorenmeinungen. Die Hinterflügel haben 11 bis 14 Flügeladern mit wahrscheinlich zwei Analadern (1b und 1c).

## Lebensweise
Die Falter sind tagaktiv, manche Arten fliegen manchmal aber auch nachts. Sie besuchen keine Blüten, sondern saugen Pflanzensaft aus verletzten Knospen. 
Die Larven haben stark verkümmerte Beine, da diese beim Minieren nicht benötigt werden. Sie ernähren sich fast ausschließlich von Pflanzen und Bäumen der Buchenartigen (Fagales). Nur wenige Arten leben auch auf Salicales bzw. den zu ihnen gehörenden  Weidengewächsen und auf Rosenartigen (Rosales). Die Arten aus Europa und Asien entwickeln sich vor allem in den Blättern von Birken und Haseln, die aus Nordamerika in Buchen.
Die Weibchen haben für das Legen ihrer Eier einen messerscharfen Legebohrer (Ovipositor), mit dem sie Blätter aufritzen und ihre Eier hineinlegen können. Die frisch geschlüpften Larven erzeugen zunächst eine Gangmine, die in den weiteren drei Larvenstadien zu einer Platzmine ausgefressen wird. Sie fressen das komplette Innere der Blätter, sodass nur mehr die Epidermis übrig bleibt. Dadurch ist die Mine durchsichtig und man kann den perlschnurartig angeordneten Kot innerhalb der Mine gut erkennen. Nach ca. vier bis sechs Wochen sind die Tiere ausgewachsen und verpuppen sich. Dazu lassen sie sich fallen und spinnen einen Kokon im Erdboden. Zum Schlüpfen verlässt die Puppe die Puppenhülle und kriecht an die Oberfläche. Die Falter schlüpfen schon sehr früh im Frühling, da die Raupen sich schon früh, von den noch jungen Blatttrieben ihrer Futterpflanzen ernähren. 
Selten können die Tiere der Art Eriocrania sparrmannella an Birken durch Massenvermehrungen Schäden anrichten.

## Systematik
Die Familie der Trugmotten kommen in Europa mit den neun, unten gelisteten Arten vor, die auch alle in Mitteleuropa heimisch sind.
- Dyseriocrania subpurpurella (Haworth, 1828)
- Eriocrania alpinella Burmann, 1958
- Eriocrania cicatricella (Zetterstedt, 1839)
- Eriocrania salopiella (Stainton, 1854)
- Eriocrania sangii (Wood, 1891)
- Eriocrania semipurpurella (Stephens, 1835)
- Eriocrania sparrmannella (Bosc, 1791)
- Eriocrania unimaculella (Zetterstedt, 1839)
- Paracrania chrysolepidella (Zeller, 1851)